# Ciclopentanol
Ciclopentanolul (sau alcoolul ciclopentilic) este un compus organic cu formula chimică C5H10O. Este un alcool ciclic, derivat de la ciclopentan.

## Obținere
Ciclopentanolul se poate obține în urma unei reacții de reducere a ciclopentenonei sau a ciclopentanonei cu borohidrură de sodiu:
{\displaystyle {\ce {NaBH4 + 4C5H8O + 2H2O -> 4C5H9OH + NaBO2}}}

## Proprietăți
Ciclopentanolul suferă o reacție de deshidratare cu obținerea de ciclopentenă:
{\displaystyle {\ce {C5H10O -> C5H8 + H2O}}}